# San Biagio di Callalta
San Biagio di Callalta là một đô thị (comune) thuộc tỉnh Treviso, vùng Veneto, Ý. Đô thị này có diện tích km2, dân số là 12.487 người (thời điểm 31 tháng 12 năm 2006). Đây là nơi sinh của Pierre Cardin.